# Rhodiola sacra
Rhodiola sacra là một loài thực vật có hoa trong họ Crassulaceae. Loài này được (Prain ex Raym.-Hamet) S.H. Fu miêu tả khoa học đầu tiên năm 1965.